# Chastity Lynn
Ashton Butler, Chastity Lynn, född den 10 augusti 1987 i Seattle, Washington, USA, är en aktiv porrskådespelerska. Hon började sin karriär 2008, 21 år gammal, efter att fått ett intresse för branschen medan hon fortfarande gick i skolan. 
Lynn arbetar huvudsakligen för bolagen Kink.com och Evil Angel.
I avsnitt 10 av TV3s serie 69 saker du vill veta om sex intervjuas hon om bondage- och BDSMsex, under en inspelning med Kink.com, där hon berättar om hur det svåraste med hennes jobb inte är inspelningarna, utan det övriga samhällets negativa reaktioner på det hon gör och gillar. 
Lynn är bisexuell.

## Priser och nomineringar
- 2011: AVN Award nominee - Best All-Girl Three-Way Sex Scene[6]